# 山尾幸弘
山尾 幸弘（やまお ゆきひろ、1962年 - ）は、日本の実業家、アクシスコンサルティング株式会社代表取締役社長

## 人物・経歴
1962年、東京都生まれ。1986年3月、立教大学経済学部卒業。同年4月、味の素ゼネラルフーヅ（現・味の素AGF株式会社）に入社。
1992年、人材紹介業界大手に転職後、IT、製造、通信、サービスなど多くの業界で大手からスタートアップベンチャーまで幅広い企業を対象に業務を行った。
同社取締役を経て、2002年、アクシスコンサルティング株式会社を設立し、代表取締役社長に就任。
2010年には、日中間ビジネスマッチングを行う日中管理学院を設立し、代表取締役社長に就任した。
アクシスコンサルティングは、コンサルティング・ファームとIT分野に特化した人材紹介を行い、戦略系コンサルティング・ファーム、会計系コンサルティング・ファーム、日系・外資の有力ハードウエア・ソフトウエアベンダーを主な顧客としている。経営者として、社会や企業の課題解決、価値創造を推進する人材が持つ才能・力を社会の隅々まで届けるというビジョンを持ち、ハイエンド領域の人材紹介事業、スキルシェア事業の複合ソリューションの確立・展開に尽力している。